# Perugia Basket
Il Perugia Basket è la principale società di pallacanestro maschile della città di Perugia. Rifondata nel 2005, rappresenta oggi un punto di riferimento per il movimento cestistico umbro e partecipa stabilmente al campionato di Serie C, confermandosi come una delle realtà più solide e radicate del panorama regionale.
L’attuale roster della prima squadra, guidato in campo dal capitano Tommaso Righetti, è composto quasi interamente da giocatori provenienti dal territorio umbro, molti dei quali formatisi nel vivaio del club. Questo dato riflette appieno la filosofia societaria, incentrata sulla valorizzazione delle risorse locali e sullo sviluppo di giovani talenti da inserire gradualmente nel mondo del basket senior, sia all’interno della prima squadra che in altre realtà nazionali.
Alla guida tecnica della prima squadra del Perugia Basket, a partire dalla stagione 2025/2026, è stato nominato Francesco Barilla nel ruolo di capo allenatore. Dopo diversi anni in cui la conduzione tecnica è stata affidata a figure formatesi all'interno del club, la società ha scelto un professionista esterno.
Lo staff tecnico che affianca Barilla è composto da collaboratori cresciuti nel contesto perugino come Renato Valigi, vice allenatore, Mario Minieri, preparatore atletico, e Riccardo Lupattelli, con incarico di supporto tecnico-fisico.
La composizione dello staff riflette la linea del club volta alla valorizzazione delle risorse interne, in continuità con l’investimento nella formazione e nello sviluppo di figure tecniche provenienti dal settore giovanile e dall’ambiente societario.
La missione sportiva del Perugia Basket si fonda su un modello sostenibile e formativo, che punta a costruire un’identità forte, radicata nel territorio, capace di coniugare risultati sportivi e crescita individuale, offrendo opportunità concrete ai giovani atleti della regione.

## Storia

### Origini
Nel primo dopoguerra a Perugia operò la società "Libertas". Nel 1971 fu fondato (numero FIP 1486) il "Perugia Basket" che, dopo aver partecipato per anni ai campionati di Serie C nazionali, agli inizi degli anni ottanta acquisì il titolo sportivo dalla Italcable Roma.

### Grifone Perugia
Il nuovo "Grifone Perugia" partecipò con successo alla Serie B nazionale (terzo livello), ottenendo la promozione nell'allora Serie A2, dove militò per 4 anni a partire dalla stagione 1982-83 fino al 1985-86, con giocatori come Willie Sojourner, Giuseppe Barraco, Davide Lot ed allenatori come Jim McGregor. Con la retrocessione in Serie B di Eccellenza (terzo livello) e - dopo due anni - in Serie B2, la società decise di cedere il titolo sportivo.

### Perugia Basket
Nel 2005 rinasce ufficialmente il Perugia Basket, dalla fusione di due società cestistiche perugine:  UISP Palazzetto Perugia e Nuova Pallacanestro Perugia.
Nel suo primo campionato in A Dilettanti il Perugia Basket ha ottenuto il quarto posto al termine della stagione regolare e ha raggiunto le semifinali dei play-off promozione; è stato eliminato in semifinale dal Basket Barcellona, poi promossa in LegaDue.
Nel suo secondo campionato in A Dilettanti il Perugia Basket - dopo essere stato a lungo in testa alla classifica - ha ottenuto il terzo posto al termine della stagione regolare e ha raggiunto le semifinali dei play-off promozione; è stato eliminato in semifinale dalla Leonessa Brescia, poi promossa in LegaDue.
Nel 2008 il Perugia Basket viene promosso in Serie A Dilettanti. La performance della squadra è caratterizzata da alti livelli di gioco, riuscendo a raggiungere nelle stagione 2009-10 e 2010-11 la fase dei play off con un piazzamento al quarto e terzo posto per poi essere eliminati nella fase delle semifinali. Nella stagione 2011-12 Perugia Basket ha raggiunto il terzo posto nella sezione Nord/Est conducendo un ottimo campionato. In seguito a un ridimensionamento societario, la società ha scelto di ripartire dalla Serie C non iscrivendosi al campionato di Serie B, puntando parallelamente sul rilancio del settore giovanile. Nella stagione del ritorno in categoria, grazie al contributo di giocatori di rilievo per il campionato come Giacomo Mariani, Alessio Alunni e Jacopo Marsili, affiancati da giovani promettenti come Daniele Monacelli e Tommaso Righetti, la squadra è riuscita a conquistare sia il campionato di Serie C sia la Coppa di categoria.
Negli anni successivi, la società ha mantenuto la partecipazione al campionato, adottando una filosofia orientata allo sviluppo di roster composti prevalentemente da atleti del vivaio e del territorio. Questa strategia ha portato a una crescente specializzazione nella formazione di giovani talenti e di allenatori di qualità.
Nel corso dell’ultimo decennio, il settore giovanile della società perugina si è confermato un fertile vivaio di talenti, contribuendo in maniera significativa alla crescita del movimento cestistico locale e nazionale. Diversi atleti cresciuti all’interno del vivaio biancorosso sono riusciti a raggiungere traguardi rilevanti a livello professionistico o semi-professionistico. Tra i nomi più rappresentativi figurano Federico Zampini, che ha intrapreso una solida carriera nei campionati nazionali, e Dorin Buca, altro prospetto di spicco formatosi nel club. Inoltre sono molti i giocatori usciti dal vivaio perugino che partecipano a categorie meno blasonate come quelle di Serie B o Serie C, come Daniele Monacelli o i fratelli Provvidenza.
Parallelamente alla crescita degli atleti, anche il comparto tecnico della società ha conosciuto un importante sviluppo, confermandosi come un ambiente fertile per la formazione e l’affermazione di nuovi allenatori. Numerosi tecnici hanno infatti avviato il proprio percorso professionale all’interno del settore giovanile, maturando competenze e consolidando esperienze che li hanno successivamente condotti a ricoprire incarichi di rilievo a livello regionale e nazionale.
Tra i profili emersi si distingue quello di Alessandro Vispa, attuale capo allenatore della prima squadra, che ha compiuto l’intero percorso formativo all’interno del club, a testimonianza della validità del progetto tecnico ed educativo promosso dalla società. Questo risultato è stato reso possibile grazie all’attenzione costante rivolta allo sviluppo del capitale umano, attraverso un investimento mirato nella crescita degli allenatori. Un ruolo fondamentale in questo processo è stato svolto da figure di riferimento come Luca Monacelli, allenatore nazionale di alto profilo, il cui contributo si è rivelato determinante per l’evoluzione metodologica e tecnica del settore.
Altrettanto significativa è stata la scelta della società di affidare la responsabilità del settore giovanile a una figura promettente come Antonello Mongelli, il cui lavoro ha contribuito a rafforzare la struttura formativa del club e a consolidarne l’identità, sia dal punto di vista tecnico che valoriale.
La prima squadra del Perugia Basket ha conquistato il titolo regionale di Serie C nella stagione 2016/2017, risultato che ha confermato la solidità del progetto tecnico e sportivo del club.
Nel corso degli anni, la formazione senior è stata guidata da quattro diversi allenatori, tutti appartenenti al mondo del Perugia Basket: Giorgio Piselli, Fabio Boccioli, Luca Monacelli e Alessandro Vispa. Questa continuità tecnica ha rappresentato uno degli elementi distintivi della filosofia del club, basata sulla valorizzazione del capitale umano interno. 
Nella stagione 2024/2025, la squadra ha raggiunto un inaspettato secondo posto, al termine di un percorso nei playoff particolarmente brillante, caratterizzato da una solida tenuta difensiva (con una media di 55 punti subiti a partita tra quarti, semifinale e finale). Il risultato assume ancor più rilievo considerando il quinto posto ottenuto al termine del girone di andata.
Per la stagione 2025/2026, la società ha deciso di affidare la guida della prima squadra a un allenatore esterno come Francesco Barilla, segnando la conclusione di un ciclo durato oltre dieci anni in cui la panchina era sempre stata affidata a tecnici di formazione Perugina.